# Quan chế nhà Triều Tiên
Cấu trúc chính trị của triều đại Triều Tiên đã áp dụng chính sách tập quyền Trung ương. "Kinh quốc Đại điển" (경국대전) hoàn thành năm 1469, đã thiết lập một hệ thống chính trị mới. Sau này, mặc dù tên chính thức có thay đổi vài lần, nhưng hệ thống chính trị của toàn bộ triều đại Triều Tiên vẫn tuân theo các quy định của "Kinh quốc Đại điển".

## Khái quát
Chức quan và hàm quan chính thức của triều đại Triều Tiên được gọi là lưỡng ban (양반／량반). Chế độ thiết lập tương tự nhà Minh, từ Chính nhất phẩm đến Tòng cửu phẩm, tổng cộng chín phẩm và mười tám cấp. Trong số đó, Chính tam phẩm được chia thành Chính tam phẩm đường thượng và Chính tam phẩm đường hạ. Chính nhất phẩm đến Chính tam phẩm đường thượng được gọi là Đường thượng quan. Chính tam phẩm đường hạ xuống chính thất phẩm được gọi là Đường hạ quan hoặc Tham thượng quan. Chính thất phẩm trở xuống gọi Tham hạ quan. Sau năm 1896, hệ thống chính thức đã được thay đổi. Sắc nhậm quan làm Chính nhất phẩm đến Tòng nhị phẩm, Tấu nhậm quan làm Chính tam phẩm đến Tòng lục phẩm, Phán nhậm quan làm Chính thất phẩm đến Tòng cửu phẩm. Hệ thống võ tướng, Đại tướng làm Chính nhất phẩm; Phó tướng, Tham tướng làm Tòng nhị phẩm; Chính lĩnh, Phó lĩnh, Tham lĩnh, Chính úy làm Tòng tam phẩm; Phó úy, Tham úy làm Tòng lục phẩm; Chính giáo, Phó giáo, Tham giáo quyết định riêng.
Dưới quân vương, có một cơ quan phụ trợ là Nghị Chính phủ, đúng đầu là "Lãnh nghị chính", còn được gọi là Lãnh tướng. Tương đương với Chánh Tể tướng thời kỳ Bắc Tống và Thủ phụ Nội các thời Minh. Dưới Lãnh nghị chính có Tả hữu Nghị chính còn được gọi "tả tướng" và "hữu tướng", các chức vụ này đều mang chính nhất phẩm. Tiếp đó là tả hữu Tán thành mang hàm Tòng nhất phẩm, Tả hữu Tham tán hàm Chính nhị phẩm. Tiếp theo là Xá nhân hàm Chính tứ phẩm, Kiểm tường hàm Chính ngũ phẩm, Ti lục hàm Chính bát phẩm.
Nghị chính phủ gồm có 6 tào (lục tào/육조) (Lại, Lễ, Hộ, Công, Hình, Binh), tương đương với Lục bộ tại triều nhà Minh. Đứng đầu được gọi là Phán thư (Chính nhị phẩm), tương đương với Thượng thư lục bộ. Cấp phó được gọi là Tham phán (Tòng nhị phẩm), tương đương với Thị lang. Chức vụ dưới tiếp trong lục tào là Tham nghị (Chính tam phẩm đường thượng), lục tào Tham tri (Chính tam phẩm đường thượng), lục tào Chính lang (Chính ngũ phẩm), lục tào Tá lang (chính lục phẩm). Cơ quan giám sát, gián nghị là Tư Hiến phủ và Tư Gián viện, gọi chung là lưỡng ti. Đứng đầu là Đại Tư hiến (Tòng nhất phẩm), và Đại Tư gián (Chính tam phẩm đường thượng), trong tư hiến phủ có Chấp nghĩa (Tòng tam phẩm), Tư Hiến phủ Chưởng lệnh (Chính tứ phẩm), Tư Hiến phủ Trì bình (Chính ngũ phẩm), Tư Hiến phủ giám sát (Chính lục phẩm); Tư Gián viện Tư gián (Tòng tam phẩm), Tư Gián viện Hiến nạp (Chính ngũ phẩm), Tư Gián viện Chính ngôn (Chính lục phẩm). Ngoài ra còn có Nghĩa Cấm phủ (tương đương với Đại Lý tự) và Thừa Chính Viện, dưới có Đô Thừa chỉ, Tả hữu thừa chỉ, Tả hữu phó thừa chỉ, Đồng phó thừa chỉ (đều là Chính tam phẩm đường thượng), là chức vụ soạn thảo ý chỉ cho quân vương.
Việc quản lý về tông thất do quản lý các cơ quan Tông Thân phủ, Trung Huân phủ, Nghi Tân phủ (tương đương với Phò mã), Đôn Ninh phủ. Trường quốc học là Thành Quân quán (tương đương với Quốc Tử giám). Các cơ quan khác bao gồm Khuê Chương các, Kinh Diên sảnh, Hoằng Văn quán, Nghệ Văn quán. Sử quán là Xuân Thu quán. Trong nội cung gồm có Nội Y viện, Thượng Y viện, Tư Bộc tự, Nội Tư tự, Nội Thiệm tự, Lễ Tân tự, Tể Dụng giám, Nội Thị phủ. Ngoài ra còn có Tông Miếu thự, Xã tắc thự, Trường Hưng khố, Nghĩa Doanh khố, Băng khố, Bình Thị thự, Đồ Hoạch thự, Huệ Dân thự, Tạo Chỉ thự, Ngõa thự, Quy Hậu thự, Điển Ngục thự, Điển Sinh thự, Chưởng Uyển thự, Ti Phố thự, Dưỡng Hiền khố.
Tây ban trong kinh bao gồm Ngũ vệ Đô tổng phủ (Trung vệ: Nghĩa Hưng vệ; Tả vệ: Long Tương vệ; Hữu vệ: Hổ Phần vệ; Tiền vệ: Trung Tá vệ; Hậu vệ: Trung Vũ vệ), Ngũ Quân doanh (Huấn Luyện Đô giám; Ngự Doanh sảnh; Cấm Vệ doanh; Tổng Nhung sảnh; Thủ Ngự sảnh), Nội Tam sảnh (Nội Cấm vệ; Kiêm Tư bộc; Vũ Lâm vệ), Hỗ Vệ sảnh, Bộ Đạo sảnh, Trấn Phủ doanh, Quản Lý doanh, Long Hổ doanh, Tổng Lý doanh, Thế tử Dực vệ ti, Thế tôn vệ ti. Đứng đầu gọi là Đô Tổng quản (Chính nhất phẩm), Huấn Luyện Đô giám: Đô đề điều (Chính nhất phẩm), Đề điều (Chính nhị phẩm), Đại tướng (Tòng nhị phẩm); Ngự Doanh Sảnh: Đô đề điều (Chính nhất phẩm), Đề điều (Chính nhị phẩm), Đại tướng (Tòng nhị phẩm); Cấm Vệ doanh:,Đô đề điều (Chính nhất phẩm), Đề điều (Chính nhị phẩm), Đại tướng (Tòng nhị phẩm); Tổng Nhung sứ (Tòng nhị phẩm); Thủ Ngự sứ (Chính nhị phẩm); Nội Cấm vệ tướng (Tòng nhị phẩm); Kiêm Tư bộc tướng (Tòng nhị phẩm); Vũ Lâm vệ tướng (Tòng nhị phẩm); Hỗ Vệ Đại tướng (Chính nhất phẩm); Bộ Đạo đại tướng (Tòng nhị phẩm); Trấn Phủ sứ (Tòng nhị phẩm); Quản Lý sứ (Chính nhị phẩm); Cấm Quân Biệt tướng (Tòng nhị phẩm); Tổng Lý sứ (Chính nhị phẩm).
Toàn bộ Triều Tiên được chia thành 8 đạo (bát đạo/팔도), dưới đạo là Đại đô hộ phủ, Mục, Đô hộ phủ, Quận, Huyện. Phán Doãn phủ Hán Thành mang hàm Chính nhị phẩm, dưới chia làm Tả hữu doãn (Tòng nhị phẩm). Tứ đô (Khai Thành phủ, Giang Hoa phủ, Thủy Nguyên phủ, Quảng Châu phủ) đứng đầu là Lưu thủ, Lưu thủ phủ Thủy Nguyên và Quảng Châu mang hàm Chính nhị phẩm, với Khai Thành và Giang Hoa hàm Tòng nhị phẩm. Phán Doãn Hán Thành phủ, Tả Doãn, Hữu Doãn và Lưu thủ tứ đô trực thuộc Đông ban. Các chức quan thuộc Đông ban tại địa phương mang hàm Tòng nhị phẩm gồm Chư Đạo quán sát sứ, Phủ Doãn; Chính tam phẩm đường thượng gồm Đại Đô hộ phủ sứ; Chính tam phẩm đường hạ gồm Mục sứ; Tòng tam phẩm gồm Đô hộ phủ sứ; Tòng tứ phẩm gồm Quận thủ; Tòng ngũ phẩm gồm Đô sự, Phán quan, Huyện lệnh; Tòng lục phẩm gồm Sát phỏng, Huyện giám, Giáo thụ; Tòng cửu phẩm gồm Huấn đạo, Thẩm dược, Kiểm luật, Phẩm dịch thừa, Độ thừa. Chính quyền trung ương sẽ cử một án sát sứ để điều tra tại các đạo.
Triều Tiên thực hiện chế độ Văn nhân trị quân và Binh tướng phân li, không cố định tướng, không cố định quân, phục vụ luân phiên, quân đội dự trữ luân phiên, và chuẩn bị liên tục. Tây ban ngoài kinh bao gồm Binh mã tiết độ sứ, Binh mã phòng ngự sứ, Thủy quân thống ngự sứ, Thủy quân phòng ngự sứ, Thủy quân trung quân, Tam đạo Thủy quân thống ngự sứ (trong ba đạo: Toàn La đạo, Khánh Thượng đạo, Trung Thanh đạo), Tam đạo Thủy quân Thống chế sứ (Tòng nhị phẩm); Binh mã Tiết chế sứ, Thủy quân tiết độ sứ, Tuần doanh trung quân, Trấn doanh tướng (Chính tam phẩm đường thượng); Binh mã Thiêm tiết chế sứ, Thủy quân thiêm tiết chế sứ, Binh mã ngu hầu (Tòng tam phẩm); Thủy quân ngu hầu (Chính tứ phẩm); Binh mã Đồng thiêm tiết chế sứ, Binh mã vạn hộ, Thủy quân Đồng thiêm tiết chế sứ, Thủy quân vạn hộ (Tòng tứ phẩm); Binh mã Bình sự (Chính lục phẩm); Binh mã tiết chế đô úy, Giám mục quan (Tòng lục phẩm); Biệt tướng, Quyền quản biệt tướng (Tòng cửu phẩm).
Trong những ngày đầu của triều đại Triều Tiên, phương pháp quản lý trực tiếp lục bộ của Minh Thái Tổ đã được thực hiện vào hệ thống lục tào, lục tào trực tiếp chịu trách nhiệm trước quân vương. Sau đó Thế Tông đã thay đổi, Nghị chính phủ sẽ quản lý trực tiếp lục tào.

## Danh sách quan chế
Quan chế Triều Tiên được xây dựng tương tự mô hình của nhà Minh
| Chức quan \ Phẩm hàm   | Chức quan \ Phẩm hàm    | Không phẩm                       | Chính nhất phẩm                      | Tòng nhất phẩm              | Chính nhị phẩm       | Tòng nhị phẩm             | Chính tam phẩm Đường thượng | Chính tam phẩm Đường hạ | Tòng tam phẩm             | Chính tứ phẩm         | Tòng tứ phẩm                   | Chính ngũ phẩm     | Tòng ngũ phẩm     | Chính lục phẩm     | Tòng lục phẩm          | Chính thất phẩm   | Tòng thất phẩm    | Chính bát phẩm    | Tòng bát phẩm     | Chính cửu phẩm    | Tòng cửu phẩm      |
| Quan                   | Quan                    |                                  | Đường thượng quan                    | Đường thượng quan           | Đường thượng quan    | Đường thượng quan         | Đường thượng quan           | Đường hạ quan           | Đường hạ quan             | Đường hạ quan         | Đường hạ quan                  | Đường hạ quan      | Đường hạ quan     | Đường hạ quan      | Đường hạ quan          | Đường hạ quan     | Đường hạ quan     | Đường hạ quan     | Đường hạ quan     | Đường hạ quan     | Đường hạ quan      |
| Quan                   | Quan                    | Tham thượng quan                 | Tham thượng quan                     | Tham thượng quan            | Tham thượng quan     | Tham thượng quan          | Tham thượng quan            | Tham thượng quan        | Tham thượng quan          | Tham hạ quan          | Tham hạ quan                   | Tham hạ quan       | Tham hạ quan      | Tham hạ quan       | Tham hạ quan           |                   |                   |                   |                   |                   |                    |
| Nội mệnh phụ           | Vương cung              |                                  | Tần                                  | Quý nhân                    | Chiêu nghi           | Thục nghi                 | Chiêu dung                  | Chiêu dung              | Thục dung                 | Chiêu viện            | Thục viện                      | Thượng cung        | Thượng phục       | Thượng tẩm         | Thượng chính           | Điển tân          | Điển thiết        | Điển tán          | Điển đăng         | Tấu cung          | Tấu biện trưng     |
| Nội mệnh phụ           | Vương cung              | Thượng nghi                      | Tần                                  | Quý nhân                    | Chiêu nghi           | Thục nghi                 | Chiêu dung                  | Chiêu dung              | Thục dung                 | Chiêu viện            | Thục viện                      | Thượng thực        | Thượng công       | Thượng kí          | Điển y                 | Điển chế          | Điển sức          | Điển thái         | Tấu thương        | Tấu trưng         |                    |
| Nội mệnh phụ           | Vương cung              |                                  | Tần                                  | Quý nhân                    | Chiêu nghi           | Thục nghi                 | Chiêu dung                  | Chiêu dung              | Thục dung                 | Chiêu viện            | Thục viện                      |                    |                   |                    | Điển thiện             | Điển ngôn         | Điển dược         | Điển chính        | Tấu giác          | Tấu vũ            |                    |
| Nội mệnh phụ           | Vương cung              |                                  | Tần                                  | Quý nhân                    | Chiêu nghi           | Thục nghi                 | Chiêu dung                  | Chiêu dung              | Thục dung                 | Chiêu viện            | Thục viện                      | Tấu biện cung      |                   |                    |                        |                   |                   |                   |                   |                   |                    |
| Nội mệnh phụ           | Thế tử cung             |                                  |                                      |                             |                      | Lương đễ                  |                             |                         | Lương viện                |                       | Thừa huy                       |                    | Chiêu huấn        |                    | Thủ tắc                |                   | Chưởng soạn       |                   | Chưởng thư        |                   | Chưởng tàng        |
| Nội mệnh phụ           | Thế tử cung             | Chưởng chính                     | Chưởng thực                          |                             |                      | Lương đễ                  |                             |                         | Lương viện                |                       | Thừa huy                       |                    | Chiêu huấn        |                    | Thủ tắc                |                   |                   |                   | Chưởng thư        |                   |                    |
| Nội mệnh phụ           | Thế tử cung             | Chưởng y                         |                                      |                             |                      | Lương đễ                  |                             |                         | Lương viện                |                       | Thừa huy                       |                    | Chiêu huấn        |                    | Thủ tắc                |                   |                   |                   | Chưởng thư        |                   |                    |
| Ngoại mệnh phụ         | Vương thất tông thân nữ | Công chủ                         | Phủ phu nhân                         | Phụng bảo phu nhân          | Quận chủ             | Huyện chủ                 |                             |                         |                           |                       |                                |                    |                   |                    |                        |                   |                   |                   |                   |                   |                    |
| Ngoại mệnh phụ         | Vương thất tông thân nữ | Ông chủ                          | Phủ phu nhân                         | Phụng bảo phu nhân          | Quận chủ             | Huyện chủ                 |                             |                         |                           |                       |                                |                    |                   |                    |                        |                   |                   |                   |                   |                   |                    |
| Ngoại mệnh phụ         | Tông thân thê           |                                  | Phủ phu nhân                         | Quận phu nhân               | Huyện phu nhân       | Huyện phu nhân            | Thận phu nhân               | Thận nhân               | Thận nhân                 | Huệ nhân              | Huệ nhân                       | Uẩn nhân           | Uẩn nhân          | Thuận nhân         |                        |                   |                   |                   |                   |                   |                    |
| Ngoại mệnh phụ         | Văn võ quan thê         |                                  | Trinh kính phu nhân                  | Trinh kính phu nhân         | Trinh phu nhân       | Trinh phu nhân            | Thục phu nhân               | Thục nhân               | Thục nhân                 | Lệnh nhân             | Lệnh nhân                      | Cung nhân          | Cung nhân         | Nghi nhân          | Nghi nhân              | An nhân           | An nhân           | Đoan nhân         | Đoan nhân         | Nhụ nhân          | Nhụ nhân           |
| Đông ban               | Đông ban                |                                  | Đại khuông Phụ quốc Sùng lộc Đại phu | Sùng lộc Đại phu            | Chính hiến Đại phu   | Gia nghĩa Đại phu         | Thông chính Đại phu         | Thông huấn Đại phu      | Trung trực Đại phu        | Phụng chính Đaị phu   | Triều tán Đại phu              | Thông đức lang     | Phụng trực lang   | Thừa nghị lang     | Tuyên giáo lang        | Vụ công lang      | Khải công lang    | Thông sĩ lang     | Thừa sĩ lang      | Tống sĩ lang      | Tướng sĩ lang      |
| Đông ban               | Đông ban                | Thượng phụ quốc Sùng lộc Đại phu | Sùng chính Đại phu                   | Tư hiến Đại phu             | Gia thiện Đại phu    | Trung huấn Đại phu        | Thông chính Đại phu         | Thông huấn Đại phu      | Phụng liệt Đại phu        | Triều phụng Đại phu   | Thông thiện lang               | Phụng huấn lang    | Thừa huấn lang    | Tuyên vụ lang      |                        | Vụ công lang      | Khải công lang    | Thông sĩ lang     | Thừa sĩ lang      | Tống sĩ lang      | Tướng sĩ lang      |
| Đông ban               | Đông ban                | Phụ quốc Sùng lộc Đại phu        |                                      |                             |                      |                           | Thông chính Đại phu         | Thông huấn Đại phu      |                           |                       |                                |                    |                   |                    |                        | Vụ công lang      | Khải công lang    | Thông sĩ lang     | Thừa sĩ lang      | Tống sĩ lang      | Tướng sĩ lang      |
| Tây ban                | Tây ban                 |                                  | Đại khuông Phụ quốc Sùng lộc Đại phu | Sùng lộc Đại phu            | Chính hiến Đại phu   | Gia nghĩa Đại phu         | Chiết xưng Tướng quân       | Ngự vũ Tướng quân       | Kiến công Tướng quân      | Chấn uy Tướng quân    | Định lược Tướng quân           | Quả nghị Giáo úy   | Hiển tín Giáo úy  | Đôn dũng Giáo úy   | Lệ tiết Giáo úy        | Địch thuận Phó úy | Phấn thuận Phó úy | Thừa nghĩa Phó úy | Tu nghĩa Phó úy   | Hiệu lực Phó úy   | Triển lực Phó úy   |
| Tây ban                | Tây ban                 | Thượng phụ quốc Sùng lộc Đại phu | Sùng chính Đại phu                   | Tư hiến Đại phu             | Gia thiện Đại phu    | Bảo công Tướng quân       | Chiết xưng Tướng quân       | Ngự vũ Tướng quân       | Chiêu uy Tướng quân       | Tuyên lược Tướng quân | Trung nghị Giáo úy             | Chương tín Giáo úy | Tiến dũng Giáo úy | Bỉnh tiết Giáo úy  |                        | Địch thuận Phó úy | Phấn thuận Phó úy | Thừa nghĩa Phó úy | Tu nghĩa Phó úy   | Hiệu lực Phó úy   | Triển lực Phó úy   |
| Tây ban                | Tây ban                 | Phụ quốc Sùng lộc Đại phu        |                                      |                             |                      |                           | Chiết xưng Tướng quân       | Ngự vũ Tướng quân       |                           |                       |                                |                    |                   |                    |                        | Địch thuận Phó úy | Phấn thuận Phó úy | Thừa nghĩa Phó úy | Tu nghĩa Phó úy   | Hiệu lực Phó úy   | Triển lực Phó úy   |
| Tông thân              | Tông thân               |                                  | Đại khuông Phụ quốc Sùng lộc Đại phu | Sùng lộc Đại phu            | Chính hiến Đại phu   | Gia nghĩa Đại phu         | Thông chính Đại phu         | Thông huấn Đại phu      | Trung trực Đại phu        | Phụng chính Đaị phu   | Triều tán Đại phu              | Thông đức lang     | Phụng trực lang   | Thừa nghị lang     |                        |                   |                   |                   |                   |                   |                    |
| Tông thân              | Tông thân               | Thượng phụ quốc Sùng lộc Đại phu | Sùng chính Đại phu                   | Tư hiến Đại phu             | Gia thiện Đại phu    | Trung huấn Đại phu        | Thông chính Đại phu         | Thông huấn Đại phu      | Phụng liệt Đại phu        | Triều phụng Đại phu   | Thông thiện lang               | Phụng huấn lang    | Thừa huấn lang    |                    |                        |                   |                   |                   |                   |                   |                    |
| Tông thân              | Tông thân               | Phụ quốc Sùng lộc Đại phu        |                                      |                             |                      |                           | Thông chính Đại phu         | Thông huấn Đại phu      |                           |                       |                                |                    |                   |                    |                        |                   |                   |                   |                   |                   |                    |
| Nghi tân               | Nghi tân                |                                  | Đại khuông Phụ quốc Sùng lộc Đại phu | Sùng lộc Đại phu            | Chính hiến Đại phu   | Gia nghĩa Đại phu         | Thông chính Đại phu         | Thông huấn Đại phu      | Trung trực Đại phu        |                       |                                |                    |                   |                    |                        |                   |                   |                   |                   |                   |                    |
| Nghi tân               | Nghi tân                | Thượng phụ quốc Sùng lộc Đại phu | Sùng chính Đại phu                   | Tư hiến Đại phu             | Gia thiện Đại phu    | Trung huấn Đại phu        | Thông chính Đại phu         | Thông huấn Đại phu      |                           |                       |                                |                    |                   |                    |                        |                   |                   |                   |                   |                   |                    |
| Nghi tân               | Nghi tân                | Phụ quốc Sùng lộc Đại phu        |                                      |                             |                      |                           | Thông chính Đại phu         | Thông huấn Đại phu      |                           |                       |                                |                    |                   |                    |                        |                   |                   |                   |                   |                   |                    |
| Tạp chức               | Đông ban                |                                  |                                      |                             |                      |                           |                             |                         |                           |                       |                                |                    |                   | Cung chức lang     | Cẩn chức lang          | Phụng vụ lang     | Thừa vụ lang      | Miễn công lang    | Phó công lang     | Phục cần lang     | Triển cần lang     |
| Tạp chức               | Đông ban                | Lệ chức lang                     | Hiệu chức lang                       |                             |                      |                           |                             |                         |                           |                       |                                |                    |                   |                    |                        | Phụng vụ lang     | Thừa vụ lang      | Miễn công lang    | Phó công lang     | Phục cần lang     | Triển cần lang     |
| Tạp chức               | Tây ban                 |                                  |                                      |                             |                      |                           |                             |                         |                           |                       |                                |                    |                   | Phụng nhậm Giáo úy | Hiển công Giáo úy      | Đằng dũng Phó úy  | Tuyên dũng Phó úy | Mãnh kiện Phó úy  | Tráng kiện Phó úy | Trí lực Phó úy    | Cần lực Phó úy     |
| Tạp chức               | Tây ban                 | Tu nhậm Giáo úy                  | Địch công Giáo úy                    |                             |                      |                           |                             |                         |                           |                       |                                |                    |                   |                    |                        | Đằng dũng Phó úy  | Tuyên dũng Phó úy | Mãnh kiện Phó úy  | Tráng kiện Phó úy | Trí lực Phó úy    | Cần lực Phó úy     |
| Tông thân phủ          | Tông thân phủ           | Đại quân                         | Quân                                 | Quân                        | Quân                 | Quân                      | Đô chính                    | Chính                   | Phó chính                 | Thủ                   | Phó thủ                        | Lệnh               | Phó lệnh          | Giám               |                        |                   |                   |                   |                   |                   |                    |
| Tông thân phủ          | Tông thân phủ           | Vương tử quan                    | Quân                                 | Quân                        | Quân                 | Quân                      | Đô chính                    | Chính                   | Phó chính                 | Thủ                   | Phó thủ                        | Lệnh               | Phó lệnh          | Giám               |                        |                   |                   |                   |                   |                   |                    |
| Tông thân phủ          | Tông thân phủ           | Lĩnh tông Chính khanh            | Phán tông Chính khanh                | Tri tông Chính khanh        | Tri tông Chính khanh | Tông chính khanh          |                             | Chính                   |                           | Điển thiêm            |                                | Điển bạ            |                   |                    | Chủ bạ                 |                   | Trực trưởng       |                   |                   |                   | Tham phụng         |
| Nghị chính phủ         | Nghị chính phủ          |                                  | Lãnh nghị chính                      | Tả hữu Tán thành            | Tả hữu Tham tán      |                           |                             |                         |                           | Xá nhân               |                                | Kiểm tường         |                   |                    | Công sự quan           |                   |                   | Ti lục            |                   |                   |                    |
| Nghị chính phủ         | Nghị chính phủ          | Tả hữu Nghị chính                |                                      | Tả hữu Tán thành            | Tả hữu Tham tán      |                           |                             |                         |                           | Xá nhân               |                                | Kiểm tường         |                   |                    | Công sự quan           |                   |                   | Ti lục            |                   |                   |                    |
| Trung huân phủ         | Trung huân phủ          |                                  | Phủ viện quân                        | Quân                        | Quân                 | Quân                      |                             |                         |                           |                       | Kinh lịch                      |                    | Đô sự             |                    |                        |                   |                   |                   |                   |                   |                    |
| Trung huân phủ         | Trung huân phủ          | Quân                             |                                      | Quân                        | Quân                 | Quân                      |                             |                         |                           |                       | Kinh lịch                      |                    | Đô sự             |                    |                        |                   |                   |                   |                   |                   |                    |
| Nghi tân phủ           | Nghi tân phủ            |                                  | Úy                                   | Úy                          | Úy                   | Úy                        | Phó úy                      | Thiêm úy                | Thiêm úy                  |                       | Kinh lịch                      |                    | Đô sự             |                    |                        |                   |                   |                   |                   |                   |                    |
| Đôn ninh phủ           | Đôn ninh phủ            |                                  | Lãnh sự                              | Phán sự                     | Tri sự               | Đồng tri sự               | Đô chính                    | Chính                   | Phó chính                 |                       | Thiêm chính                    |                    | Phán quan         |                    | Chủ bạ                 |                   | Trực trưởng       |                   | Phụng sự          |                   | Tham phụng         |
| Bị biên ti             | Bị biên ti              |                                  | Đô đề điều                           | Đề điều                     | Đề điều              | Đề điều                   | Phó đề điều                 |                         |                           |                       |                                |                    |                   |                    | Lang sảnh              |                   |                   |                   |                   |                   |                    |
| Nghĩa cấm phủ          | Nghĩa cấm phủ           |                                  |                                      | Phán sự                     | Tri sự               | Đồng trị sự               |                             |                         |                           |                       | Kinh lịch                      |                    |                   |                    | Đô sự                  |                   |                   |                   | Đô sự             |                   |                    |
| Lục tào                | Lại tào                 |                                  |                                      |                             | Phán thư             | Tham phán                 | Tham nghị                   |                         |                           |                       |                                | Chính lang         |                   | Tá lang            |                        |                   |                   |                   |                   |                   |                    |
| Lục tào                | Hộ tào                  |                                  |                                      |                             | Phán thư             | Tham phán                 | Tham nghị                   |                         |                           |                       |                                | Chính lang         |                   | Tá lang            | Toàn học Giáo thụ      |                   | Toán sĩ           |                   | Kế sĩ             | Toán học Huấn đạo | Hội sĩ             |
| Lục tào                | Hộ tào                  | Kiêm giáo thụ                    |                                      |                             | Phán thư             | Tham phán                 | Tham nghị                   |                         |                           |                       |                                | Chính lang         |                   | Tá lang            |                        |                   | Toán sĩ           |                   | Kế sĩ             | Toán học Huấn đạo | Hội sĩ             |
| Lục tào                | Hộ tào                  | Biệt đề                          |                                      |                             | Phán thư             | Tham phán                 | Tham nghị                   |                         |                           |                       |                                | Chính lang         |                   | Tá lang            |                        |                   | Toán sĩ           |                   | Kế sĩ             | Toán học Huấn đạo | Hội sĩ             |
| Lục tào                | Lễ tào                  |                                  |                                      |                             | Phán thư             | Tham phán                 | Tham nghị                   |                         |                           |                       |                                | Chính lang         |                   | Tá lang            |                        |                   |                   |                   |                   |                   |                    |
| Lục tào                | Binh tào                |                                  |                                      |                             | Phán thư             | Tham phán                 | Tham nghị                   |                         |                           |                       |                                | Chính lang         |                   | Tá lang            |                        |                   |                   |                   |                   |                   |                    |
| Lục tào                | Tham tri                |                                  |                                      |                             | Phán thư             | Tham phán                 |                             |                         |                           |                       |                                | Chính lang         |                   | Tá lang            |                        |                   |                   |                   |                   |                   |                    |
| Lục tào                | Hình tào                |                                  |                                      |                             | Phán thư             | Tham phán                 | Tham nghị                   |                         |                           |                       |                                | Chính lang         |                   | Tá lang            | Luật học Giáo thụ      |                   | Minh luật         |                   | Thẩm luật         | Luật học Huấn đạo | Kiểm luật          |
| Lục tào                | Hình tào                | Kiêm giáo thụ                    |                                      |                             | Phán thư             | Tham phán                 | Tham nghị                   |                         |                           |                       |                                | Chính lang         |                   | Tá lang            |                        |                   | Minh luật         |                   | Thẩm luật         | Luật học Huấn đạo | Kiểm luật          |
| Lục tào                | Hình tào                | Biệt đề                          |                                      |                             | Phán thư             | Tham phán                 | Tham nghị                   |                         |                           |                       |                                | Chính lang         |                   | Tá lang            |                        |                   | Minh luật         |                   | Thẩm luật         | Luật học Huấn đạo | Kiểm luật          |
| Lục tào                | Công tào                |                                  |                                      |                             | Phán thư             | Tham phán                 | Tham nghị                   |                         |                           |                       |                                | Chính lang         |                   | Tá lang            |                        |                   |                   |                   | Công tạo          |                   | Công tác           |
| Hán Thành phủ          | Hán Thành phủ           |                                  |                                      |                             | Phán doãn            | Tả hữu doãn               |                             |                         |                           |                       | Thứ doãn                       |                    | Phán quan         |                    |                        | Tham quân         |                   |                   |                   |                   |                    |
| Tứ đô                  | Khai Thành phủ          |                                  |                                      |                             |                      | Lưu thủ                   |                             |                         |                           |                       | Kinh lịch                      |                    | Đô sự             |                    | Giáo thụ               |                   |                   |                   |                   |                   | Phân giáo quan     |
| Tứ đô                  | Khai Thành phủ          | Kiểm luật                        |                                      |                             |                      | Lưu thủ                   |                             |                         |                           |                       | Kinh lịch                      |                    | Đô sự             |                    | Giáo thụ               |                   |                   |                   |                   |                   |                    |
| Tứ đô                  | Giang Hoa phủ           |                                  |                                      |                             |                      | Lưu thủ                   |                             |                         |                           |                       | Kinh lịch                      |                    |                   |                    |                        |                   |                   |                   |                   |                   | Phân giáo quan     |
| Tứ đô                  | Giang Hoa phủ           | Kiểm luật                        |                                      |                             |                      | Lưu thủ                   |                             |                         |                           |                       | Kinh lịch                      |                    |                   |                    |                        |                   |                   |                   |                   |                   |                    |
| Tứ đô                  | Thủy Nguyên phủ         |                                  |                                      |                             | Lưu thủ              |                           |                             |                         |                           |                       |                                |                    | Phán quan         |                    |                        |                   |                   |                   |                   |                   | Kiểm luật          |
| Tứ đô                  | Quảng Châu phủ          |                                  |                                      |                             | Lưu thủ              |                           |                             |                         |                           |                       |                                |                    | Phán quan         |                    |                        |                   |                   |                   |                   |                   | Kiểm luật          |
| Khuê chương các        | Nội các                 |                                  |                                      | Đề học                      | Đề học               | Đề học                    | Trực đề học                 | Trực các                | Trực các                  | Trực các              | Trực các                       | Trực các           | Trực các          | Trực các           | Trực các               | Đãi giáo          | Đãi giáo          | Đãi giáo          | Đãi giáo          | Đãi giáo          |                    |
| Khuê chương các        | Nội các                 | Trực đề học                      | Trực các                             | Đề học                      | Đề học               |                           |                             | Trực các                | Trực các                  | Trực các              | Trực các                       | Trực các           | Trực các          | Trực các           | Trực các               | Đãi giáo          | Đãi giáo          | Đãi giáo          | Đãi giáo          | Đãi giáo          |                    |
| Khuê chương các        | Ngoại các               |                                  |                                      | Đề điều                     | Đề điều              | Đề điều                   | Phò đề điều                 | Phán giáo               |                           |                       |                                |                    | Giáo lí           | Biệt đề            | Biệt đề                | Bác sĩ            |                   | Trữ tác           | Ti chuẩn          | Chính tự          | Phó chính tự       |
| Khuê chương các        | Giáo thư quán           | Kiêm giáo lí                     | Công tạo                             | Đề điều                     | Đề điều              | Đề điều                   | Phò đề điều                 | Phán giáo               | Ti khám                   |                       |                                |                    |                   | Biệt đề            | Biệt đề                | Bác sĩ            |                   | Trữ tác           |                   | Chính tự          |                    |
| Khuê chương các        | Giáo thư quán           | Biệt tọa                         |                                      | Đề điều                     | Đề điều              | Đề điều                   | Phò đề điều                 | Phán giáo               | Công tác                  |                       |                                |                    |                   | Biệt đề            | Biệt đề                | Bác sĩ            |                   | Trữ tác           |                   | Chính tự          |                    |
| Khuê chương các        | Giáo thư quán           | Biệt tọa                         | Lãnh                                 | Đề điều                     | Đề điều              | Đề điều                   | Phò đề điều                 | Phán giáo               |                           |                       |                                |                    |                   | Biệt đề            | Biệt đề                | Bác sĩ            |                   | Trữ tác           |                   | Chính tự          |                    |
| Lưỡng ti               | Tư hiến phủ             |                                  |                                      |                             |                      | Đại tư hiến               |                             |                         | Chấp nghĩa                | Trưởng lệnh           |                                | Trì biền           |                   | Giám sát           |                        |                   |                   |                   |                   |                   |                    |
| Lưỡng ti               | Tư gián viện            |                                  |                                      |                             |                      |                           | Đại tư gián                 |                         | Tư gián                   |                       |                                | Hiến nạp           |                   | Chính ngôn         |                        |                   |                   |                   |                   |                   |                    |
| Trung dực phủ          | Trung dực phủ           |                                  |                                      |                             |                      |                           |                             |                         |                           |                       |                                |                    | Đô sự             |                    |                        |                   |                   |                   |                   |                   |                    |
| Thừa chánh viện        | Thừa chánh viện         |                                  |                                      |                             |                      |                           | Đô thừa chỉ                 |                         |                           |                       |                                |                    |                   |                    |                        | Chú thư           |                   |                   |                   |                   |                    |
| Thừa chánh viện        | Thừa chánh viện         | Tả hữu thừa chỉ                  | Sự biến danh chú thư                 |                             |                      |                           |                             |                         |                           |                       |                                |                    |                   |                    |                        |                   |                   |                   |                   |                   |                    |
| Thừa chánh viện        | Thừa chánh viện         | Tả hữu phó thừa chỉ              |                                      |                             |                      |                           |                             |                         |                           |                       |                                |                    |                   |                    |                        |                   |                   |                   |                   |                   |                    |
| Thừa chánh viện        | Thừa chánh viện         | Đồng phó thừa chỉ                |                                      |                             |                      |                           |                             |                         |                           |                       |                                |                    |                   |                    |                        |                   |                   |                   |                   |                   |                    |
| Chưởng lệ viện         | Chưởng lệ viện          |                                  |                                      |                             |                      |                           | Phán quyết sự               |                         |                           |                       |                                | Tư nghị            |                   | Tư bình            |                        |                   |                   |                   |                   |                   |                    |
| Kinh diên sảnh         | Kinh diên sảnh          |                                  | Lãnh sự                              |                             | Tri sự               | Đồng tri sự               | Tham tán quan               |                         |                           | Thị giảng quan        |                                | Thị độc quan       |                   | Kiểm độc quan      |                        | Tư kinh           |                   | Thuyết kinh       |                   | Điển kinh         |                    |
| Lưỡng quán             | Hoằng văn quán          |                                  | Lãnh sự                              |                             | Đại đề học           | Đề học                    | Phó đề học                  | Trực đề học             | Điển hàn                  | Ứng giáo              | Phó ứng giáo                   | Giáo lí            | Phó giáo lí       | Tư soạn            | Phó tu soạn            | Bác sĩ            |                   | Trữ tác           |                   | Chính tự          |                    |
| Lưỡng quán             | Vân văn quán            |                                  | Lãnh sự                              |                             | Đại đề học           | Đề học                    |                             | Trực đề học             |                           | Ứng giáo              |                                |                    |                   |                    |                        | Phụng giáo        |                   | Đãi giáo          |                   | Kiểm duyệt        |                    |
| Thế tử thị giảng viện  | Thế tử thị giảng viện   |                                  | Sư                                   | Nhị sư                      | Tả hữu tân khách     | Tả hữu phó tân khách      | Tán thiện                   |                         |                           | Tiền thiện            |                                | Văn học            |                   | Ti thư             |                        | Thuyết thư        |                   |                   |                   |                   |                    |
| Thế tử thị giảng viện  | Thế tử thị giảng viện   | Phó                              | Phụ đức                              | Nhị sư                      | Tả hữu tân khách     | Tả hữu phó tân khách      | Bật thiện                   | Kiêm văn học            | Kiêm ti thư               | Kiêm thuyết thư       |                                |                    |                   |                    |                        |                   |                   |                   |                   |                   |                    |
| Thế tử thị giảng viện  | Thế tử thị giảng viện   |                                  | Kiêm phụ đức                         | Nhị sư                      | Tả hữu tân khách     | Tả hữu phó tân khách      | Kiêm bật thiện              |                         |                           | Tư nghị               |                                |                    |                   |                    |                        |                   |                   |                   |                   |                   |                    |
| Thế tôn giảng thư viện | Thế tôn giảng thư viện  |                                  |                                      | Sư                          |                      | Tả hữu dụ thiện           | Tả hữu dụ thiện             | Tả hữu dụ thiện         |                           |                       | Tả hữu dực thiện               |                    | Tả hữu khuyết độc |                    | Tả hữu tán độc         |                   |                   |                   |                   |                   |                    |
| Thế tôn giảng thư viện | Thế tôn giảng thư viện  | Phó                              |                                      |                             |                      | Tả hữu dụ thiện           | Tả hữu dụ thiện             | Tả hữu dụ thiện         |                           |                       | Tả hữu dực thiện               |                    | Tả hữu khuyết độc |                    | Tả hữu tán độc         |                   |                   |                   |                   |                   |                    |
| Thành quân quán        | Thành quân quán         |                                  |                                      |                             | Tri sự               | Đồng tri sự               | Đại tư thành                |                         | Tư thành                  | Tư vân                |                                | Trực giảng         |                   | Điển tịch          |                        | Bác sĩ            |                   | Học chính         |                   | Học lục           | Học dụ             |
| Thành quân quán        | Thành quân quán         | Tế tửu                           | Tư nghiệp                            |                             | Tri sự               | Đồng tri sự               |                             |                         | Tư thành                  |                       |                                | Trực giảng         |                   | Điển tịch          |                        | Bác sĩ            |                   | Học chính         |                   | Học lục           | Học dụ             |
| Thượng thụy viện       | Thượng thụy viện        |                                  |                                      |                             |                      |                           |                             | Chính                   |                           |                       |                                |                    | Phán quan         |                    |                        |                   | Trực trưởng       | Phó trực trưởng   |                   |                   |                    |
| Xuân thu quán          | Xuân thu quán           |                                  | Lãnh sự                              |                             | Tri sự               | Đồng tri sự               | Tu soạn quan                | Biên tập quan           | Biên tập quan             | Biên tập quan         | Biên tập quan                  | Kí chú quan        | Kí chú quan       | Kí chú quan        | Kí chú quan            | Kí chú quan       | Kí chú quan       | Kí chú quan       | Kí chú quan       | Kí chú quan       |                    |
| Xuân thu quán          | Xuân thu quán           | Giám sự                          |                                      |                             | Tri sự               | Đồng tri sự               | Tu soạn quan                | Biên tập quan           | Biên tập quan             | Biên tập quan         | Biên tập quan                  | Kí chú quan        | Kí chú quan       | Kí chú quan        | Kí chú quan            | Kí chú quan       | Kí chú quan       | Kí chú quan       | Kí chú quan       | Kí chú quan       |                    |
| Thừa văn viện          | Thừa văn viện           |                                  | Đô đề điều                           | Đề điều                     | Đề điều              | Đề điều                   | Phó đề điều                 | Phán giáo               | Tham giáo                 |                       | Giáo khám                      |                    | Giáo lí           | Giáo kiểm          |                        | Bác sĩ            |                   | Trữ tác           |                   | Chính tự          | Phó chính tự       |
| Thừa văn viện          | Thừa văn viện           | Lãnh                             | Đô đề điều                           | Đề điều                     | Đề điều              | Đề điều                   | Phó đề điều                 | Phán giáo               | Tham giáo                 |                       | Giáo khám                      |                    | Giáo lí           | Giáo kiểm          |                        | Bác sĩ            |                   | Trữ tác           |                   | Chính tự          |                    |
| Thông lễ viện          | Thông lễ viện           |                                  |                                      |                             |                      |                           |                             | Tả hữu thông lễ         | Tướng lễ                  | Phụng lễ              |                                | Tàn nghi           |                   |                    | Dẫn nghi               |                   |                   |                   |                   |                   | Kiêm dẫn nghi      |
| Thông lễ viện          | Thông lễ viện           | Dực lễ                           | Giả dẫn nghi                         |                             |                      |                           |                             | Tả hữu thông lễ         |                           | Phụng lễ              |                                | Tàn nghi           |                   |                    | Dẫn nghi               |                   |                   |                   |                   |                   |                    |
| Phụng thường tự        | Phụng thường tự         |                                  | Đô đề điều                           | Đề điều                     | Đề điều              | Đề điều                   |                             | Chính                   | Phó chính                 |                       | Thiêm chính                    |                    | Phán quan         |                    | Chủ bạ                 |                   | Trực trưởng       |                   | Phụng sự          | Phó phụng sự      | Tham phụng         |
| Tông bộ tự             | Tông bộ tự              |                                  | Đô đề điều                           | Đề điều                     | Đề điều              | Đề điều                   |                             | Chính                   |                           |                       | Thiêm chính                    |                    |                   |                    | Chủ bạ                 |                   | Trực trưởng       |                   |                   |                   |                    |
| Tư ung viện            | Tư ung viện             |                                  | Đô đề điều                           | Đề điều                     | Đề điều              | Đề điều                   | Phó đề điều                 | Chính                   | Đề cử                     | Đề kiểm               | Thiêm chính                    |                    | Phán quan         |                    | Chủ bạ                 |                   | Trực trưởng       |                   | Phụng sự          | Nhẫm phu          | Tham phụng         |
| Tư ung viện            | Tư ung viện             | Đề cử                            | Đô đề điều                           | Đề điều                     | Đề điều              | Đề điều                   | Phó đề điều                 | Đề kiểm                 | Đề cử                     | Đề kiểm               | Tể phu                         | Thiện phu          | Phán quan         | Điều phu           | Phanh phu              |                   |                   |                   |                   | Nhẫm phu          |                    |
| Nội y viện             | Nội y viện              |                                  | Đô đề điều                           | Đề điều                     | Đề điều              | Đề điều                   | Phó đề điều                 | Chính                   |                           |                       | Thiêm chính                    |                    | Phán quan         |                    | Chủ bạ                 |                   | Trực trưởng       |                   | Phụng sự          | Phó phụng sự      | Tham phụng         |
| Thượng y viện          | Thượng y viện           |                                  |                                      | Đề điều                     | Đề điều              | Đề điều                   | Phó đề điều                 | Chính                   |                           |                       | Thiêm chính                    | Biệt tọa           | Phán quan         | Biệt đề            | Chủ bạ                 |                   | Trực trưởng       |                   | Công tạo          |                   | Công tác           |
| Thượng y viện          | Thượng y viện           | Biệt tọa                         | Biệt đề                              | Đề điều                     | Đề điều              | Đề điều                   | Phó đề điều                 | Chính                   | Công chế                  |                       | Thiêm chính                    | Biệt tọa           |                   | Biệt đề            |                        |                   |                   |                   | Công tạo          |                   | Công tác           |
| Tư bộc tự              | Tư bộc tự               |                                  |                                      | Đề điều                     | Đề điều              | Đề điều                   |                             | Chính                   | Phó chính                 |                       | Thiêm chính                    |                    | Phán quan         | Lí mã              | Chủ bạ                 | Mã y              | Điều kí           | Lí mã             | Lí kí             | Lí mã             | Bảo kí             |
| Tư bộc tự              | Tư bộc tự               | An kí                            | Khiên mã bồi                         | Đề điều                     | Đề điều              | Đề điều                   | Lí mã                       | Chính                   | Phó chính                 | Lí mã                 | Thiêm chính                    |                    | Phán quan         | Lí mã              |                        | Mã y              |                   | Lí mã             |                   | Lí mã             |                    |
| Tư bộc tự              | Tư bộc tự               | Lí mã                            |                                      | Đề điều                     | Đề điều              | Đề điều                   |                             | Chính                   | Phó chính                 |                       | Thiêm chính                    |                    | Phán quan         | Lí mã              |                        | Mã y              |                   | Lí mã             |                   | Lí mã             |                    |
| Quân khí tự            | Quân khí tự             |                                  | Đô đề điều                           | Đề điều                     | Đề điều              | Đề điều                   |                             | Chính                   | Phó chính                 |                       | Thiêm chính                    | Biệt tọa           | Phán quan         | Biệt đề            | Chủ bạ                 |                   | Trực trưởng       |                   | Phụng sự          | Phó phụng sự      | Tham phụng         |
| Quân khí tự            | Quân khí tự             | Biệt tọa                         | Đô đề điều                           | Đề điều                     | Đề điều              | Đề điều                   | Biệt đề                     | Chính                   | Phó chính                 | Công chế              | Thiêm chính                    | Biệt tọa           | Công tạo          | Biệt đề            | Công tác               |                   |                   |                   |                   | Phó phụng sự      |                    |
| Tư thiệm tự            | Tư thiệm tự             |                                  |                                      |                             |                      |                           |                             | Chính                   | Phó chính                 |                       | Thiêm chính                    |                    |                   |                    | Chủ bạ                 |                   | Trực trưởng       |                   |                   |                   |                    |
| Quân tư giám           | Quân tư giám            |                                  | Đô đề điều                           | Đề điều                     | Đề điều              | Đề điều                   |                             | Chính                   | Phó chính                 |                       | Thiêm chính                    |                    | Phán quan         |                    | Chủ bạ                 |                   | Trực trưởng       |                   | Phụng sự          | Phó phụng sự      | Tham phụng         |
| Chưởng nhạc viện       | Chưởng nhạc viện        |                                  |                                      | Đề điều                     | Đề điều              | Đề điều                   |                             | Chính                   |                           |                       | Thiêm chính                    |                    |                   | Điển nhạc          | Chủ bạ                 | Điển luật         | Trực trưởng       | Điển âm           | Phó điển âm       | Điển thanh        | Phó điển thanh     |
| Chưởng nhạc viện       | Chưởng nhạc viện        |                                  | Phó điển nhạc                        | Đề điều                     | Đề điều              | Đề điều                   | Phó điển luật               |                         |                           |                       | Thiêm chính                    |                    |                   | Điển nhạc          |                        | Điển luật         |                   | Điển âm           | Phó điển âm       | Điển thanh        | Phó điển thanh     |
| Quan tượng giám        | Quan tượng giám         |                                  | Lãnh sự                              | Đề điều                     | Đề điều              | Đề điều                   |                             | Chính                   | Phó chính                 |                       | Thiêm chính                    |                    | Phán quan         |                    | Chủ bạ                 |                   | Trực trưởng       |                   | Phụng sự          | Phó phụng sự      | Tham phụng         |
| Quan tượng giám        | Quan tượng giám         | Thiên văn học Giáo thụ           | Lãnh sự                              | Đề điều                     | Đề điều              | Đề điều                   | Thiên văn học Huấn đao      | Chính                   | Phó chính                 |                       | Thiêm chính                    |                    | Phán quan         |                    |                        |                   | Trực trưởng       |                   | Phụng sự          |                   | Tham phụng         |
| Quan tượng giám        | Quan tượng giám         | Địa lí học Giáo thự              | Lãnh sự                              | Đề điều                     | Đề điều              | Đề điều                   | Địa lí học Huấn đạo         | Chính                   | Phó chính                 |                       | Thiêm chính                    |                    | Phán quan         |                    |                        |                   | Trực trưởng       |                   | Phụng sự          |                   | Tham phụng         |
| Quan tượng giám        | Quan tượng giám         | Thiên văn học Kiêm giáo thụ      | Lãnh sự                              | Đề điều                     | Đề điều              | Đề điều                   | Mệnh khóa học Huấn đạo      | Chính                   | Phó chính                 |                       | Thiêm chính                    |                    | Phán quan         |                    |                        |                   | Trực trưởng       |                   | Phụng sự          |                   | Tham phụng         |
| Quan tượng giám        | Quan tượng giám         | Địa lí học Kiêm giáo thụ         | Lãnh sự                              | Đề điều                     | Đề điều              | Đề điều                   |                             | Chính                   | Phó chính                 |                       | Thiêm chính                    |                    | Phán quan         |                    |                        |                   | Trực trưởng       |                   | Phụng sự          |                   | Tham phụng         |
| Quan tượng giám        | Quan tượng giám         | Mệnh khóa học Kiêm giáo thụ      | Lãnh sự                              | Đề điều                     | Đề điều              | Đề điều                   |                             | Chính                   | Phó chính                 |                       | Thiêm chính                    |                    | Phán quan         |                    |                        |                   | Trực trưởng       |                   | Phụng sự          |                   | Tham phụng         |
| Điển y giám            | Điển y giám             |                                  |                                      | Đề điều                     | Đề điều              | Đề điều                   |                             | Chính                   | Phó chính                 |                       | Thiêm chính                    |                    | Phán quan         |                    | Chủ bạ                 |                   | Trực trưởng       |                   | Phụng sự          | Phó phụng sự      | Tham phụng         |
| Điển y giám            | Điển y giám             | Y học Giáo thụ                   | Y học Huấn đạo                       | Đề điều                     | Đề điều              | Đề điều                   |                             | Chính                   | Phó chính                 |                       | Thiêm chính                    |                    | Phán quan         |                    |                        |                   | Trực trưởng       |                   | Phụng sự          |                   | Tham phụng         |
| Tư dịch viện           | Tư dịch viện            |                                  | Đô đề điều                           | Đề điều                     | Đề điều              | Đề điều                   |                             | Chính                   | Phó chính                 |                       | Thiêm chính                    |                    | Phán quan         |                    | Chủ bạ                 |                   | Trực trưởng       |                   | Phụng sự          | Phó phụng sự      | Tham phụng         |
| Tư dịch viện           | Tư dịch viện            | Hán học Giáo thụ                 | Đô đề điều                           | Đề điều                     | Đề điều              | Đề điều                   | Hán học Huấn đạo            | Chính                   | Phó chính                 |                       | Thiêm chính                    |                    | Phán quan         |                    |                        |                   | Trực trưởng       |                   | Phụng sự          |                   | Tham phụng         |
| Tư dịch viện           | Tư dịch viện            | Thanh học Huấn đạo               | Đô đề điều                           | Đề điều                     | Đề điều              | Đề điều                   |                             | Chính                   | Phó chính                 |                       | Thiêm chính                    |                    | Phán quan         |                    |                        |                   | Trực trưởng       |                   | Phụng sự          |                   | Tham phụng         |
| Tư dịch viện           | Tư dịch viện            | Mông học Huấn đạo                | Đô đề điều                           | Đề điều                     | Đề điều              | Đề điều                   |                             | Chính                   | Phó chính                 |                       | Thiêm chính                    |                    | Phán quan         |                    |                        |                   | Trực trưởng       |                   | Phụng sự          |                   | Tham phụng         |
| Tư dịch viện           | Tư dịch viện            | Oa học Huấn đạo                  | Đô đề điều                           | Đề điều                     | Đề điều              | Đề điều                   |                             | Chính                   | Phó chính                 |                       | Thiêm chính                    |                    | Phán quan         |                    |                        |                   | Trực trưởng       |                   | Phụng sự          |                   | Tham phụng         |
| Thiện công giám        | Thiện công giám         |                                  |                                      | Đề điều                     | Đề điều              | Đề điều                   |                             | Chính                   | Phó chính                 |                       | Thiêm chính                    |                    | Phán quan         |                    | Chủ bạ                 |                   | Trực trưởng       |                   | Phụng sự          | Phó phụng sự      | Tham phụng         |
| Thiện công giám        | Thiện công giám         | Công tạo                         | Giám dịch quan                       | Đề điều                     | Đề điều              | Đề điều                   |                             | Chính                   | Phó chính                 |                       | Thiêm chính                    |                    | Phán quan         |                    | Chủ bạ                 |                   | Trực trưởng       |                   |                   | Phó phụng sự      |                    |
| Thiện công giám        | Thiện công giám         | Giả giám dịch quan               |                                      | Đề điều                     | Đề điều              | Đề điều                   |                             | Chính                   | Phó chính                 |                       | Thiêm chính                    |                    | Phán quan         |                    | Chủ bạ                 |                   | Trực trưởng       |                   |                   | Phó phụng sự      |                    |
| Thiện công giám        | Thiện công giám         | Công tác                         |                                      | Đề điều                     | Đề điều              | Đề điều                   |                             | Chính                   | Phó chính                 |                       | Thiêm chính                    |                    | Phán quan         |                    | Chủ bạ                 |                   | Trực trưởng       |                   |                   | Phó phụng sự      |                    |
| Tông học               | Tông học                |                                  |                                      |                             |                      |                           |                             |                         |                           | Đạo thiện             |                                | Điển huấn          |                   | Tư hối             |                        |                   |                   |                   |                   |                   |                    |
| Tu thành cấm hỏa ti    | Tu thành cấm hỏa ti     |                                  | Đô đề điều                           | Đề điều                     | Đề điều              | Đề điều                   |                             |                         |                           | Đề kiểm               |                                | Biệt tọa           | Biệt tọa          | Biệt đề            | Biệt đề                |                   |                   |                   |                   |                   |                    |
| Phong trữ thương       | Phong trữ thương        |                                  |                                      |                             |                      |                           |                             |                         |                           | Thủ                   |                                |                    |                   |                    | Chủ bạ                 |                   | Trực trưởng       |                   | Phụng sự          | Phó phụng sự      |                    |
| Quảng hưng thương      | Quảng hưng thương       |                                  |                                      |                             |                      |                           |                             |                         |                           | Thủ                   |                                |                    | Lệnh              |                    | Chủ bạ                 |                   | Trực trưởng       |                   | Phụng sự          | Phó phụng sự      |                    |
| Tư bốc tự              | Tư bốc tự               |                                  |                                      | Đề điều                     | Đề điều              | Đề điều                   |                             | Chính                   | Phó chính                 |                       | Thiêm chính                    |                    |                   |                    | Chủ bạ                 |                   | Trực trưởng       |                   | Phụng sự          |                   |                    |
| Tư tể giám             | Tư tể giám              |                                  |                                      | Đề điều                     | Đề điều              | Đề điều                   |                             | Chính                   | Phó chính                 |                       | Thiêm chính                    |                    |                   |                    | Chủ bạ                 |                   | Trực trưởng       |                   | Phụng sự          |                   | Tham phụng         |
| Điển hạm ti            | Điển hạm ti             |                                  | Đô đề điều                           | Đề điều                     | Đề điều              | Đề điều                   |                             |                         |                           |                       | Đề kiểm                        | Biệt tọa           | Biệt tọa          | Biệt đề            | Biệt đề                |                   |                   |                   |                   |                   |                    |
| Điển quyên ti          | Điển quyên ti           |                                  |                                      | Đề điều                     | Đề điều              | Đề điều                   |                             |                         |                           |                       | Đề kiểm                        | Biệt tọa           | Biệt tọa          | Biệt đề            | Biệt đề                |                   | Trực trưởng       |                   | Phụng sự          |                   | Tham phụng         |
| Nội nhu ti             | Nội nhu ti              |                                  |                                      |                             |                      |                           |                             |                         |                           |                       |                                | Điển nhu           | Biệt tọa          | Biệt đề            | Phó điển nhu           |                   | Điển hội          |                   | Điển cốc          |                   | Điển hóa           |
| Nội nhu ti             | Nội nhu ti              | Biệt tọa                         | Biệt đề                              |                             |                      |                           |                             |                         |                           |                       |                                |                    | Biệt tọa          | Biệt đề            |                        |                   | Điển hội          |                   | Điển cốc          |                   | Điển hóa           |
| Chiêu cách thự         | Chiêu cách thự          |                                  |                                      | Đề điều                     | Đề điều              | Đề điều                   |                             |                         |                           |                       |                                |                    | Lệnh              | Biệt đề            | Biệt đề                |                   |                   |                   | Thượng đạo        |                   | Tham phụng         |
| Chiêu cách thự         | Chiêu cách thự          | Chí đạo                          |                                      | Đề điều                     | Đề điều              | Đề điều                   |                             |                         |                           |                       |                                |                    | Lệnh              | Biệt đề            | Biệt đề                |                   |                   |                   | Thượng đạo        |                   |                    |
| Tông miếu thự          | Tông miếu thự           |                                  | Đô đề điều                           | Đề điều                     | Đề điều              | Đề điều                   |                             |                         |                           |                       |                                |                    | Lệnh              |                    |                        |                   | Trực trưởng       |                   | Phụng sự          | Phó phụng sự      |                    |
| Xã tắc thự             | Xã tắc thự              |                                  | Đô đề điều                           | Đề điều                     | Đề điều              | Đề điều                   |                             |                         |                           |                       |                                |                    | Lệnh              |                    |                        |                   | Trực trưởng       |                   | Phụng sự          |                   | Tham phụng         |
| Cảnh mộ cung           | Cảnh mộ cung            |                                  | Đô đề điều                           | Đề điều                     | Đề điều              | Đề điều                   |                             |                         |                           |                       |                                |                    | Lệnh              |                    |                        |                   | Trực trưởng       |                   | Phụng sự          |                   |                    |
| Tế dụng giám           | Tế dụng giám            |                                  |                                      | Đề điều                     | Đề điều              | Đề điều                   |                             | Chính                   | Phó chính                 |                       | Thiêm chính                    |                    | Phán quan         |                    | Chủ bạ                 |                   | Trực trưởng       |                   | Phụng sự          | Phó phụng sự      | Tham phụng         |
| Bình thị thự           | Bình thị thự            |                                  |                                      | Đề điều                     | Đề điều              | Đề điều                   |                             |                         |                           |                       |                                |                    | Lệnh              |                    | Chủ bạ                 |                   | Trực trưởng       |                   | Phụng sự          |                   |                    |
| Tư Uấn thự             | Tư Uấn thự              |                                  |                                      |                             |                      |                           |                             |                         |                           |                       |                                |                    | Lệnh              |                    | Chủ bạ                 |                   | Trực trưởng       |                   | Phụng sự          |                   |                    |
| Điển sinh thự          | Điển sinh thự           |                                  |                                      | Đề điều                     | Đề điều              | Đề điều                   |                             |                         |                           |                       |                                |                    | Phán quan         |                    | Chủ bạ                 |                   | Trực trưởng       |                   | Phụng sự          | Phó phụng sự      | Tham phụng         |
| Ngũ bộ                 | Ngũ bộ                  |                                  |                                      |                             |                      |                           |                             |                         |                           |                       |                                |                    | Lệnh              |                    |                        |                   |                   |                   |                   |                   | Tham phụng         |
| Ngũ bộ                 | Ngũ bộ                  | Bộ sự                            |                                      |                             |                      |                           |                             |                         |                           |                       |                                |                    |                   |                    |                        |                   |                   |                   |                   |                   |                    |
| Nội tư tự              | Nội tư tự               |                                  |                                      | Đề điều                     | Đề điều              | Đề điều                   |                             | Chính                   | Phó chính                 |                       | Thiêm chính                    |                    | Phán quan         |                    | Chủ bạ                 |                   | Trực trưởng       |                   | Phụng sự          |                   |                    |
| Nội thiệm tự           | Nội thiệm tự            |                                  |                                      | Đề điều                     | Đề điều              | Đề điều                   |                             | Chính                   | Phó chính                 |                       | Thiêm chính                    |                    | Phán quan         |                    | Chủ bạ                 |                   | Trực trưởng       |                   | Phụng sự          |                   |                    |
| Lễ tân tự              | Lễ tân tự               |                                  |                                      | Đề điều                     | Đề điều              | Đề điều                   |                             | Chính                   | Phó chính                 | Đề kiểm               | Thiêm chính                    | Biệt tọa           | Phán quan         | Biệt đề            | Chủ bạ                 |                   | Trực trưởng       |                   | Phụng sự          |                   | Tham phụng         |
| Lễ tân tự              | Lễ tân tự               | Đề kiểm                          | Biệt tọa                             | Đề điều                     | Đề điều              | Đề điều                   | Biệt đề                     | Chính                   | Phó chính                 | Đề kiểm               |                                | Biệt tọa           |                   | Biệt đề            |                        |                   | Trực trưởng       |                   | Phụng sự          |                   | Tham phụng         |
| Điển thiết tự          | Điển thiết tự           |                                  |                                      | Đề điều                     | Đề điều              | Đề điều                   |                             |                         |                           | Thủ                   | Đề kiểm                        | Biệt tọa           | Biệt tọa          | Biệt đề            | Biệt đề                |                   |                   |                   | Biệt kiểm         |                   |                    |
| Điển thiết tự          | Điển thiết tự           | Đề kiểm                          |                                      | Đề điều                     | Đề điều              | Đề điều                   |                             |                         |                           |                       | Đề kiểm                        | Biệt tọa           | Biệt tọa          | Biệt đề            | Biệt đề                |                   |                   |                   | Biệt kiểm         |                   |                    |
| Nghĩa doanh khố        | Nghĩa doanh khố         |                                  |                                      |                             |                      |                           |                             |                         |                           |                       |                                |                    | Lệnh              |                    | Chủ bạ                 |                   | Trực trưởng       |                   | Phụng sự          |                   |                    |
| Trưởng hưng khố        | Trưởng hưng khố         |                                  |                                      | Đề điều                     | Đề điều              | Đề điều                   |                             |                         |                           |                       |                                |                    | Lệnh              |                    | Chủ bạ                 |                   | Trực trưởng       |                   | Phụng sự          |                   |                    |
| Băng khố               | Băng khố                |                                  |                                      | Đề điều                     | Đề điều              | Đề điều                   |                             |                         |                           |                       |                                |                    | Biệt tọa          | Biệt đề            | Biệt đề                |                   |                   | Biệt kiểm         | Biệt kiểm         |                   |                    |
| Chưởng uyển thự        | Chưởng uyển thự         |                                  |                                      | Đề điều                     | Đề điều              | Đề điều                   |                             |                         |                           |                       |                                |                    |                   | Chưởng uyển        | Biệt đề                |                   | Thận quả          | Thận cầm          | Phụng sự          | Thận thú          | Phó thận thú       |
| Chưởng uyển thự        | Chưởng uyển thự         | Biệt đề                          | Thận hoa                             | Đề điều                     | Đề điều              | Đề điều                   | Phó thận cầm                |                         |                           |                       |                                |                    |                   |                    |                        |                   | Thận quả          | Thận cầm          |                   | Thận thú          | Phó thận thú       |
| Tư phố thự             | Tư phố thự              |                                  |                                      | Đề điều                     | Đề điều              | Đề điều                   |                             |                         |                           |                       |                                |                    |                   | Tư phố             | Biệt đề                |                   | Trực trưởng       | Biệt kiểm         | Biệt kiểm         |                   |                    |
| Tư phố thự             | Tư phố thự              | Biệt đề                          |                                      | Đề điều                     | Đề điều              | Đề điều                   |                             |                         |                           |                       |                                |                    |                   |                    | Biệt đề                |                   | Trực trưởng       | Biệt kiểm         | Biệt kiểm         |                   |                    |
| Dưỡng hiền khố         | Dưỡng hiền khố          |                                  |                                      |                             |                      |                           |                             |                         |                           |                       |                                |                    |                   |                    | Chủ bạ                 |                   | Trực trưởng       |                   | Phụng sự          |                   |                    |
| Tư súc thự             | Tư súc thự              |                                  |                                      | Đề điều                     | Đề điều              | Đề điều                   |                             |                         |                           |                       |                                |                    |                   |                    | Tư súc                 |                   |                   |                   |                   |                   |                    |
| Tư súc thự             | Tư súc thự              | Biệt đề                          |                                      | Đề điều                     | Đề điều              | Đề điều                   |                             |                         |                           |                       |                                |                    |                   |                    |                        |                   |                   |                   |                   |                   |                    |
| Tạo chỉ thự            | Tạo chỉ thự             |                                  |                                      | Đề điều                     | Đề điều              | Đề điều                   |                             |                         |                           |                       |                                |                    |                   |                    | Tư chỉ                 |                   |                   |                   |                   |                   |                    |
| Tạo chỉ thự            | Tạo chỉ thự             | Biệt đề                          |                                      | Đề điều                     | Đề điều              | Đề điều                   |                             |                         |                           |                       |                                |                    |                   |                    |                        |                   |                   |                   |                   |                   |                    |
| Huệ dân thự            | Huệ dân thự             |                                  |                                      | Đề điều                     | Đề điều              | Đề điều                   |                             |                         |                           |                       |                                |                    |                   |                    | Chủ bạ                 |                   | Trực trưởng       |                   | Phụng sự          | Y học huấn đạo    | Tham phụng         |
| Huệ dân thự            | Huệ dân thự             | Y học giáo thụ                   |                                      | Đề điều                     | Đề điều              | Đề điều                   |                             |                         |                           |                       |                                |                    |                   |                    |                        |                   | Trực trưởng       |                   | Phụng sự          | Y học huấn đạo    | Tham phụng         |
| Đồ hoạch thự           | Đồ hoạch thự            |                                  |                                      | Đề điều                     | Đề điều              | Đề điều                   |                             |                         |                           |                       |                                |                    |                   |                    | Biệt đề                |                   | Thiện hội         |                   | Hoạch sứ          |                   | Hội sứ             |
| Đồ hoạch thự           | Đồ hoạch thự            | Kiêm giáo thụ                    | Lãnh                                 | Đề điều                     | Đề điều              | Đề điều                   |                             |                         |                           |                       |                                |                    |                   |                    |                        |                   | Thiện hội         |                   | Hoạch sứ          |                   |                    |
| Đồ hoạch thự           | Đồ hoạch thự            | Thiện hoạch                      |                                      | Đề điều                     | Đề điều              | Đề điều                   |                             |                         |                           |                       |                                |                    |                   |                    |                        |                   | Thiện hội         |                   | Hoạch sứ          |                   |                    |
| Điển ngục thự          | Điển ngục thự           |                                  |                                      |                             |                      |                           | Phó đề điều                 |                         |                           |                       |                                |                    |                   |                    | Chủ bạ                 |                   |                   |                   | Phụng sự          |                   | Tham phụng         |
| Hoạt nhân thự          | Hoạt nhân thự           |                                  |                                      | Đề điều                     | Đề điều              | Đề điều                   |                             |                         |                           |                       |                                |                    |                   |                    | Biệt đề                |                   |                   |                   |                   |                   | Tham phụng         |
| Ngõa thự               | Ngõa thự                |                                  |                                      | Đề điều                     | Đề điều              | Đề điều                   |                             |                         |                           |                       |                                |                    |                   |                    | Biệt đề                |                   |                   |                   |                   |                   |                    |
| Quy hậu thự            | Quy hậu thự             |                                  |                                      | Đề điều                     | Đề điều              | Đề điều                   |                             |                         |                           |                       |                                |                    |                   |                    | Biệt đề                |                   |                   |                   |                   |                   |                    |
| Tứ học                 | Tứ học                  |                                  |                                      |                             |                      |                           |                             |                         |                           |                       |                                |                    |                   |                    | Giáo thụ               |                   |                   |                   |                   | Huấn đạo          |                    |
| Các điện               | Triệu khánh miếu        |                                  |                                      |                             |                      |                           |                             |                         |                           |                       |                                |                    | Lệnh              |                    |                        |                   |                   |                   | Biệt kiểm         |                   |                    |
| Các điện               | Văn chiêu điện          |                                  | Đô đề điều                           | Đề điều                     | Đề điều              | Đề điều                   |                             |                         |                           |                       |                                |                    |                   |                    |                        |                   |                   |                   |                   |                   | Tham phụng         |
| Các điện               | Diên ân điện            |                                  |                                      | Đề điều                     | Đề điều              | Đề điều                   |                             |                         |                           |                       |                                |                    |                   |                    |                        |                   |                   |                   |                   |                   | Tham phụng         |
| Các điện               | Khánh cơ điện           |                                  |                                      |                             |                      |                           |                             |                         |                           |                       |                                |                    | Lệnh              |                    |                        |                   |                   |                   |                   |                   | Tham phụng         |
| Các điện               | Tuấn nguyên điện        |                                  |                                      |                             |                      |                           |                             |                         |                           |                       |                                |                    |                   |                    | Lệnh                   |                   |                   |                   |                   |                   |                    |
| Các điện               | Vĩnh hi điện            |                                  | Đô đề điều                           | Đề điều                     | Đề điều              | Đề điều                   |                             |                         |                           |                       |                                |                    | Lệnh              |                    |                        |                   |                   |                   |                   |                   | Tham phụng         |
| Các điện               | Trường ninh điện        |                                  |                                      |                             |                      |                           |                             |                         |                           |                       |                                |                    | Lệnh              |                    |                        |                   |                   |                   | Biệt kiểm         |                   |                    |
| Các điện               | Hoa ninh điện           |                                  |                                      | Đề điều                     | Đề điều              | Đề điều                   |                             |                         |                           |                       |                                |                    | Lệnh              |                    |                        |                   |                   |                   |                   |                   |                    |
| Các điện               | Trường sinh điện        |                                  | Đô đề điều                           | Đề điều                     | Đề điều              | Đề điều                   |                             |                         |                           |                       |                                |                    |                   |                    | Lang sảnh              |                   |                   |                   |                   |                   |                    |
| Các lăng               | Các lăng                |                                  |                                      |                             |                      |                           |                             |                         |                           |                       |                                |                    | Lệnh              |                    |                        |                   | Trực trưởng       |                   | Phụng sự          |                   | Tham phụng         |
| Các lăng               | Các lăng                | Biệt kiểm                        |                                      |                             |                      |                           |                             |                         |                           |                       |                                |                    | Lệnh              |                    |                        |                   | Trực trưởng       |                   |                   |                   | Tham phụng         |
| Hiển long viên         | Hiển long viên          |                                  |                                      |                             |                      |                           |                             |                         |                           |                       |                                |                    | Lệnh              |                    |                        |                   |                   |                   |                   |                   | Tham phụng         |
| Các viên               | Các viên                |                                  |                                      |                             |                      |                           |                             |                         |                           |                       |                                |                    | Lệnh              |                    |                        |                   |                   |                   |                   |                   | Tham phụng         |
| Các viên               | Các viên                | Thủ phụng quan                   |                                      |                             |                      |                           |                             |                         |                           |                       |                                |                    | Lệnh              |                    |                        |                   |                   |                   |                   |                   |                    |
| Quyền thiết chức       | Quyền thiết chức        |                                  |                                      |                             |                      |                           |                             |                         |                           |                       |                                |                    |                   |                    |                        |                   |                   |                   |                   |                   | Đại quân sư phó    |
| Quyền thiết chức       | Quyền thiết chức        | Vương tử sư phó                  |                                      |                             |                      |                           |                             |                         |                           |                       |                                |                    |                   |                    |                        |                   |                   |                   |                   |                   |                    |
| Quyền thiết chức       | Quyền thiết chức        | Vương tôn giáo truyền            |                                      |                             |                      |                           |                             |                         |                           |                       |                                |                    |                   |                    |                        |                   |                   |                   |                   |                   |                    |
| Quyền thiết chức       | Quyền thiết chức        | Nội thị giáo quan                |                                      |                             |                      |                           |                             |                         |                           |                       |                                |                    |                   |                    |                        |                   |                   |                   |                   |                   |                    |
| Quyền thiết chức       | Quyền thiết chức        | Đồng mông giáo quan              |                                      |                             |                      |                           |                             |                         |                           |                       |                                |                    |                   |                    |                        |                   |                   |                   |                   |                   |                    |
| Dịch đình thự          | Dịch đình thự           |                                  |                                      |                             |                      |                           |                             |                         |                           |                       |                                |                    |                   | Tư yết             | Phó tư thược           | Tư án             | Phó tư án         | Tư phố            | Phó tư phố        | Tư tảo            | Phó tư tảo         |
| Dịch đình thự          | Dịch đình thự           | Tư thược                         |                                      |                             |                      |                           |                             |                         |                           |                       |                                |                    |                   |                    | Phó tư thược           | Tư án             | Phó tư án         | Tư phố            | Phó tư phố        | Tư tảo            | Phó tư tảo         |
| Nội thị viện           | Nội thị viện            |                                  |                                      |                             |                      | Thượng thiện              | Thượng uấn                  | Thượng trà              | Thượng dược               | Thượng truyền         | Thượng sách                    | Thượng hồ          | Thượng nô         | Thượng tẩy         | Thượng chúc            | Thượng huyên      | Thượng thiết      | Thượng trừ        | Thượng môn        | Thượng canh       | Thượng uyền        |
| Trung xu phủ           | Trung xu phủ            |                                  | Lãnh sự                              | Phán sự                     | Tri sự               | Đồng tri sự               | Thiêm tri sự                |                         |                           |                       | Kinh lịch                      |                    | Đô sự             |                    |                        |                   |                   |                   |                   |                   |                    |
| Tuyên huệ sảnh         | Tuyên huệ sảnh          |                                  | Đô đề điều                           | Đề điều                     | Đề điều              | Đề điều                   |                             |                         |                           |                       |                                |                    |                   |                    | Lang sảnh              |                   |                   |                   |                   |                   |                    |
| Tuấn xuyên ti          | Tuấn xuyên ti           |                                  | Đô đề điều                           | Đề điều                     | Đề điều              | Đề điều                   | Đô sảnh                     |                         |                           |                       |                                |                    |                   |                    |                        | Lang sảnh         |                   |                   |                   |                   |                    |
| Ngũ vệ đô tổng phủ     | Ngũ vệ đô tổng phủ      |                                  |                                      |                             | Đô tổng quản         | Phó tổng quản             |                             |                         |                           |                       | Kinh lịch                      |                    | Đô sự             |                    |                        |                   |                   |                   |                   |                   |                    |
| Ngũ vệ                 | Ngũ vệ                  |                                  |                                      |                             |                      | Ngũ vệ tướng              | Ngũ vệ tướng                | Thượng hộ quân          | Đại hộ quân               | Hộ quân               | Phó hộ quân                    | Tư trực            | Phó tư trực       | Tư quả             | Bộ tướng               | Tư chính          | Phó tư chính      | Tư mãnh           | Phó tư mãnh       | Tư dũng           | Phó tư dũng        |
| Ngũ vệ                 | Ngũ vệ                  | Phó tư quả                       |                                      |                             |                      | Ngũ vệ tướng              | Ngũ vệ tướng                | Thượng hộ quân          | Đại hộ quân               | Hộ quân               | Phó hộ quân                    | Tư trực            | Phó tư trực       | Tư quả             |                        | Tư chính          | Phó tư chính      | Tư mãnh           | Phó tư mãnh       | Tư dũng           | Phó tư dũng        |
| Nội tam sảnh           | Nội cấm vệ              |                                  |                                      |                             |                      | Tướng                     | Tướng                       |                         |                           |                       |                                |                    |                   |                    |                        |                   |                   |                   |                   |                   |                    |
| Nội tam sảnh           | Kiêm tư bộc             |                                  |                                      |                             |                      | Tướng                     | Tướng                       |                         |                           |                       |                                |                    |                   |                    |                        |                   |                   |                   |                   |                   |                    |
| Nội tam sảnh           | Vũ lâm vệ               |                                  |                                      |                             |                      | Tướng                     | Tướng                       |                         |                           |                       |                                |                    |                   |                    |                        |                   |                   |                   |                   |                   |                    |
| Huấn luyện viện        | Huấn luyện viện         |                                  |                                      |                             | Tri sự               |                           | Đô chính                    | Chính                   | Phó chính                 |                       | Thiêm chính                    |                    | Phán quan         |                    | Chủ bạ                 | Tham quân         |                   |                   | Phụng sự          |                   |                    |
| Tuyên truyền quan sảnh | Tuyên truyền quan sảnh  |                                  |                                      |                             |                      |                           | Tuyên truyền quan           | Tuyên truyền quan       | Tuyên truyền quan         | Tuyên truyền quan     | Tuyên truyền quan              | Tuyên truyền quan  | Tuyên truyền quan | Tuyên truyền quan  | Tuyên truyền quan      | Tuyên truyền quan | Tuyên truyền quan | Tuyên truyền quan | Tuyên truyền quan | Tuyên truyền quan | Tuyên truyền quan  |
| Tuyên truyền quan sảnh | Tuyên truyền quan sảnh  | Văn thần kiêm Tuyên truyền quan  | Võ thần kiêm Tuyên truyền quan       |                             |                      |                           | Tuyên truyền quan           | Tuyên truyền quan       | Tuyên truyền quan         | Tuyên truyền quan     | Tuyên truyền quan              | Tuyên truyền quan  | Tuyên truyền quan | Tuyên truyền quan  |                        | Tuyên truyền quan | Tuyên truyền quan | Tuyên truyền quan | Tuyên truyền quan | Tuyên truyền quan |                    |
| Tuyên truyền quan sảnh | Tuyên truyền quan sảnh  | Võ thần kiêm Tuyên truyền quan   |                                      |                             |                      |                           | Tuyên truyền quan           | Tuyên truyền quan       | Tuyên truyền quan         | Tuyên truyền quan     | Tuyên truyền quan              | Tuyên truyền quan  | Tuyên truyền quan | Tuyên truyền quan  |                        | Tuyên truyền quan | Tuyên truyền quan | Tuyên truyền quan | Tuyên truyền quan | Tuyên truyền quan |                    |
| Thế tử dực vệ ti       | Thế tử dực vệ ti        |                                  |                                      |                             |                      |                           |                             |                         |                           |                       |                                | Tả hữu dực vệ      | Tả hữu tư ngự     | Tả hữu dực tán     | Tả hữu vệ suý          | Tả hữu phó súy    |                   | Tả hữu thị trực   |                   | Tả hữu tẩy mã     |                    |
| Thế tôn vệ tòng ti     | Thế tôn vệ tòng ti      |                                  |                                      |                             |                      |                           |                             |                         |                           |                       |                                |                    |                   |                    | Tả hữu trưởng sứ       |                   | Tả hữu tòng sứ    |                   |                   |                   |                    |
| Thủ môn tướng sảnh     | Thủ môn tướng sảnh      |                                  |                                      |                             |                      |                           |                             |                         |                           |                       |                                |                    |                   |                    | Thủ môn tướng          |                   |                   |                   |                   |                   | Thủ môn tướng      |
| Các điện thủ môn tướng | Các điện thủ môn tướng  |                                  |                                      |                             |                      |                           |                             |                         |                           |                       |                                |                    |                   |                    |                        |                   |                   |                   |                   |                   | Thủ môn tướng      |
| Ngũ quân doanh         | Huấn luyện đô giám      |                                  | Đô đề điều                           |                             | Đề điều              | Đại tướng                 | Biệt tướng                  |                         |                           |                       | Bả tổng                        |                    |                   |                    | Tòng sự quan           |                   |                   |                   |                   |                   | Tiêu quan          |
| Ngũ quân doanh         | Huấn luyện đô giám      | Trung quân                       | Đô đề điều                           | Thiên tổng                  | Đề điều              |                           |                             |                         |                           |                       | Bả tổng                        |                    |                   |                    | Tòng sự quan           |                   |                   |                   |                   |                   | Tiêu quan          |
| Ngũ quân doanh         | Huấn luyện đô giám      | Cục biệt tướng                   | Đô đề điều                           |                             | Đề điều              |                           |                             |                         |                           |                       | Bả tổng                        |                    |                   |                    | Tòng sự quan           |                   |                   |                   |                   |                   | Tiêu quan          |
| Ngũ quân doanh         | Ngự doanh sảnh          |                                  | Đô đề điều                           |                             | Đề điều              | Đại tướng                 | Biệt tướng                  |                         |                           |                       | Bả tổng                        |                    |                   |                    | Tòng sự quan           |                   |                   |                   |                   |                   | Tiêu quan          |
| Ngũ quân doanh         | Ngự doanh sảnh          | Trung quân                       | Đô đề điều                           | Thiên tổng                  | Đề điều              | Ngoại phương kiêm bả tổng |                             |                         |                           |                       |                                |                    |                   |                    | Tòng sự quan           |                   |                   |                   |                   |                   | Tiêu quan          |
| Ngũ quân doanh         | Ngự doanh sảnh          | Biệt hậu bộ Thiên tổng           | Đô đề điều                           |                             | Đề điều              |                           |                             |                         |                           |                       |                                |                    |                   |                    | Tòng sự quan           |                   |                   |                   |                   |                   | Tiêu quan          |
| Ngũ quân doanh         | Ngự doanh sảnh          | Kị sĩ tướng                      | Đô đề điều                           |                             | Đề điều              |                           |                             |                         |                           |                       |                                |                    |                   |                    | Tòng sự quan           |                   |                   |                   |                   |                   | Tiêu quan          |
| Ngũ quân doanh         | Cấm vệ sảnh             |                                  | Đô đề điều                           |                             | Đề điều              | Đại tướng                 | Biệt tướng                  |                         |                           |                       | Bả tổng                        |                    |                   |                    | Tòng sự quan           |                   |                   |                   |                   |                   | Tiêu quan          |
| Ngũ quân doanh         | Cấm vệ sảnh             | Trung quân                       | Đô đề điều                           | Thiên tổng                  | Đề điều              |                           |                             |                         |                           |                       | Bả tổng                        |                    |                   |                    | Tòng sự quan           |                   |                   |                   |                   |                   | Tiêu quan          |
| Ngũ quân doanh         | Cấm vệ sảnh             | Kị sĩ tướng                      | Đô đề điều                           |                             | Đề điều              |                           |                             |                         |                           |                       | Bả tổng                        |                    |                   |                    | Tòng sự quan           |                   |                   |                   |                   |                   | Tiêu quan          |
| Ngũ quân doanh         | Tổng nhung sảnh         |                                  |                                      |                             |                      | Sứ                        | Thiên tổng                  |                         |                           |                       | Bả tổng                        |                    |                   |                    |                        |                   |                   |                   |                   |                   | Tiêu quan          |
| Ngũ quân doanh         | Tổng nhung sảnh         | Trung quân                       | Trấn doanh tướng                     |                             |                      |                           |                             |                         |                           |                       | Bả tổng                        |                    |                   |                    |                        |                   |                   |                   |                   |                   | Tiêu quan          |
| Ngũ quân doanh         | Tổng nhung sảnh         | Quản thành tướng                 |                                      |                             |                      |                           |                             |                         |                           |                       | Bả tổng                        |                    |                   |                    |                        |                   |                   |                   |                   |                   | Tiêu quan          |
| Ngũ quân doanh         | Thủ ngự sảnh            |                                  |                                      |                             | Sứ                   |                           | Trung quân                  |                         |                           |                       | Bả tổng                        |                    |                   |                    |                        |                   |                   |                   |                   |                   | Tiêu quan          |
| Ngũ quân doanh         | Thủ ngự sảnh            | Trấn doanh tướng                 |                                      |                             | Sứ                   |                           |                             |                         |                           |                       | Bả tổng                        |                    |                   |                    |                        |                   |                   |                   |                   |                   |                    |
| Ngũ quân doanh         | Thủ ngự sảnh            | Biệt tướng                       |                                      |                             | Sứ                   |                           |                             |                         |                           |                       | Bả tổng                        |                    |                   |                    |                        |                   |                   |                   |                   |                   |                    |
| Kinh lí sảnh           | Kinh lí sảnh            |                                  | Đô đề điều                           |                             |                      | Đề điều                   | Quản thành tướng            |                         |                           |                       | Bả tổng                        |                    |                   |                    | Lang sảnh              |                   |                   |                   |                   |                   | Tiêu quan          |
| Hỗ vệ sảnh             | Hỗ vệ sảnh              |                                  | Đại tướng                            |                             |                      |                           | Biệt tướng                  |                         |                           |                       |                                |                    |                   |                    |                        |                   |                   |                   |                   |                   |                    |
| Long hổ doanh          | Long hổ doanh           |                                  |                                      |                             |                      | Biệt tướng                | Tướng                       |                         |                           |                       |                                |                    |                   |                    |                        |                   |                   |                   | Chính             |                   | Lãnh               |
| Bộ đạo sảnh            | Bộ đạo sảnh             |                                  |                                      |                             |                      | Tả hữu đại tướng          |                             |                         |                           |                       |                                |                    |                   |                    | Tòng sự quan           |                   |                   |                   |                   |                   |                    |
| Quản lí doanh          | Quản lí doanh           |                                  |                                      |                             |                      | Sứ                        | Trung quân                  | Bách tổng               |                           |                       | Bả tổng                        |                    |                   |                    | Tòng sự quan           |                   |                   |                   |                   |                   | Tiêu quan          |
| Quản lí doanh          | Quản lí doanh           | Biệt tướng                       |                                      |                             |                      | Sứ                        |                             | Bách tổng               |                           |                       | Bả tổng                        |                    |                   |                    | Tòng sự quan           |                   |                   |                   |                   |                   | Tiêu quan          |
| Quản lí doanh          | Quản lí doanh           | Thiên tổng                       |                                      |                             |                      | Sứ                        |                             | Bách tổng               |                           |                       | Bả tổng                        |                    |                   |                    | Tòng sự quan           |                   |                   |                   |                   |                   | Tiêu quan          |
| Trấn phủ doanh         | Trấn phủ doanh          |                                  |                                      |                             |                      | Sứ                        | Trung quân                  |                         |                           |                       | Bả tổng                        |                    |                   |                    | Tòng sự quan           |                   |                   |                   |                   |                   | Tiêu quan          |
| Trấn phủ doanh         | Trấn phủ doanh          | Trấn doanh tướng                 |                                      |                             |                      | Sứ                        |                             |                         |                           |                       | Bả tổng                        |                    |                   |                    | Tòng sự quan           |                   |                   |                   |                   |                   | Tiêu quan          |
| Tổng lí doanh          | Tổng lí doanh           |                                  |                                      |                             | Sứ                   |                           | Trung quân                  |                         |                           |                       | Bả tổng                        |                    |                   |                    | Tòng sự quan           |                   |                   |                   |                   |                   | Xích hầu tướng     |
| Tổng lí doanh          | Tổng lí doanh           | Biệt kiêu tướng                  | Tiêu quan                            |                             | Sứ                   |                           |                             |                         |                           |                       | Bả tổng                        |                    |                   |                    | Tòng sự quan           |                   |                   |                   |                   |                   |                    |
| Chức ngoài kinh        | Giám doanh              |                                  |                                      |                             |                      | Quan sát sứ               | Tuần doanh trung quân       |                         |                           |                       |                                |                    | Đô sự             |                    | Sát phòng              |                   |                   |                   |                   |                   | Kiêm luật          |
| Chức ngoài kinh        | Giám doanh              | Thẩm dược                        |                                      |                             |                      | Quan sát sứ               | Tuần doanh trung quân       |                         |                           |                       |                                |                    | Đô sự             |                    | Sát phòng              |                   |                   |                   |                   |                   |                    |
| Chức ngoài kinh        | Giám doanh              | Dịch thừa                        |                                      |                             |                      | Quan sát sứ               | Tuần doanh trung quân       |                         |                           |                       |                                |                    | Đô sự             |                    | Sát phòng              |                   |                   |                   |                   |                   |                    |
| Chức ngoài kinh        | Giám doanh              | Độ thừa                          |                                      |                             |                      | Quan sát sứ               | Tuần doanh trung quân       |                         |                           |                       |                                |                    | Đô sự             |                    | Sát phòng              |                   |                   |                   |                   |                   |                    |
| Chức ngoài kinh        | Các ấp                  |                                  |                                      |                             |                      | Phủ doãn                  |                             | Đại đô hộ phủ sứ        | Đô hộ phủ sứ              |                       | Bình nhưỡng thứ doãn           |                    | Phán quan         |                    | Huyện giám             |                   |                   |                   |                   |                   | Huấn đạo           |
| Chức ngoài kinh        | Các ấp                  | Mục sứ                           | Quận thủ                             | Huyện lệnh                  | Giáo thụ             | Phủ doãn                  | Dịch học huấn đạo           |                         | Đô hộ phủ sứ              |                       |                                |                    |                   |                    |                        |                   |                   |                   |                   |                   |                    |
| Chức ngoài kinh        | Các ấp                  |                                  |                                      | Oa học huấn đạo             |                      | Phủ doãn                  |                             |                         | Đô hộ phủ sứ              |                       |                                |                    |                   |                    |                        |                   |                   |                   |                   |                   |                    |
| Chức ngoài kinh        | Sùng nghĩa điện         |                                  |                                      |                             |                      |                           |                             |                         | Sứ                        |                       | Thủ                            |                    | Lệnh              |                    | Giám                   |                   |                   |                   |                   |                   | Lệ lăng tham phụng |
| Chức ngoài kinh        | Sùng nhân điện          |                                  |                                      |                             |                      |                           |                             |                         |                           |                       |                                |                    |                   |                    | Lệnh                   |                   |                   |                   |                   |                   | Tham phụng         |
| Chức ngoài kinh        | Sùng linh điện          |                                  |                                      |                             |                      |                           |                             |                         |                           |                       |                                |                    |                   |                    | Lệnh                   |                   |                   |                   |                   |                   | Tham phụng         |
| Chức ngoài kinh        | Binh doanh              |                                  |                                      |                             |                      | Binh mã tiết độ sứ        | Binh mã tiết chế sứ         |                         | Binh mã thiêm tiết chế sứ | Thủy quân ngu hầu     | Binh mã đồng thiêm tiết chế sứ |                    |                   | Binh mã bình sự    | Binh mã tiết chế đô úy |                   |                   |                   |                   |                   | Biệt tướng         |
| Chức ngoài kinh        | Thủy doanh              | Phòng ngự sứ                     | Thủy quân tiết độ sứ                 | Thủy quân thiêm tiết chế sứ | Thủy quân vạn hộ     | Giám mục quan             | Quyền quản                  |                         |                           | Thủy quân ngu hầu     |                                |                    |                   | Binh mã bình sự    |                        |                   |                   |                   |                   |                   |                    |
| Chức ngoài kinh        | Thủy doanh              | Tam đạo thủy quân thống ngự sử   | Trung quân                           | Binh mã ngu hầu             | Binh mã vạn hộ       |                           |                             |                         |                           | Thủy quân ngu hầu     |                                |                    |                   | Binh mã bình sự    |                        |                   |                   |                   |                   |                   |                    |
| Chức ngoài kinh        | Thủy doanh              | Tam đạo thủy quân thống chế sứ   | Trấn doanh tướng                     |                             |                      |                           |                             |                         |                           | Thủy quân ngu hầu     |                                |                    |                   | Binh mã bình sự    |                        |                   |                   |                   |                   |                   |                    |